# Alantsilodendron pilosum
Alantsilodendron pilosum är en ärtväxtart som beskrevs av Villiers. Alantsilodendron pilosum ingår i släktet Alantsilodendron och familjen ärtväxter. Inga underarter finns listade i Catalogue of Life.